# Haplocarpha rueppelii
Haplocarpha rueppelii là một loài thực vật có hoa trong họ Cúc. Loài này được (Sch.Bip.) Beauverd mô tả khoa học đầu tiên.